# 豊田麻里
豊田 麻里 （とよだ まり、1973年3月30日 - ）は、日本の女優。熊本県出身。所属事務所はZONE。身長158cm、B80 H60 H86、靴のサイズ23.0cm。血液型はO型。

## 来歴・人物
1990年代中期にCMタレントとして活躍、その後は女優としてドラマ・舞台に活動の場を移している。以前はアンクルエフに所属していた。

## 出演

### テレビドラマ
- ドラマ新銀河 魚河岸のプリンセス（1995年、NHK）
- 恋のバカンス（1997年1月-3月、NTV）
- 心療内科医・涼子（1997年10月-12月、NTV） - 中谷加奈子 役
- 愛の劇場 熱中家族（1998年、TBS）
- ニュースの女 第9話（1998年、フジテレビ） - 山下美代子 役
- ソムリエ 第4話（1998年、フジテレビ）
- サラリーマン金太郎（1999年、TBS）
- 十津川警部シリーズ17 『越後・会津殺人ルート』（1999年7月、TBS） - 原田みゆき 役
- 月曜ドラマスペシャル 早乙女千春の添乗報告書9『箱根・湯けむりツアー殺人事件』（2000年1月10日、TBS） - 槙村由香 役
- 私を旅館に連れてって 第11話（2001年4月、フジテレビ）
- moon（2005年8月11日、関西テレビ） - 太田公恵 役

### CM
- アートショップケッヘル（1991年）
- 大日本製糖「ミスターハリー」（1992年）
- カルビー「ポテトチップス」（1994年） 鶴田真由と共演
- 和光堂「牛乳屋さんの珈琲」（1996年）
- NTTパーソナル九州（1996年）
- サッポロビール「黒ラベル」（1997年）

### バラエティ
- ポンキッキーズ（1995年、フジテレビ）

### 舞台
- ヰタ・マキ「ラブリーテンダー」（2004年9月、サンモールスタジオ）
- ノーティーボーイズ「公務員ドリーム」（2005年2月、萬スタジオ）
- 丑組芝居「モンスター」（2005年12月、新宿ロフトプラスワン）

### ラジオ
- 豊田麻里のあしたも元気（1996年-2004年、RKK）